# Chatilla van Grinsven
Chatilla van Grinsven (Eindhoven, 23 februari 1991) is een voormalig Nederlands basketballer die van 2007 tot 2020 uitkwam voor het Nederlands team.

## Sportloopbaan
Van Grinsven ging in 2008 communicatiewetenschappen studeren in de Verenigde Staten, waar ze met een sportbeurs ging basketballen voor het team van de Colorado State University. In 2011 stapte ze over naar de Saint Joseph's University, waar ze wilde uitkomen voor het team van de Hawks in Philadelphia. Omdat ze door transferregels het eerste seizoen niet speelgerechtigd was, werd ze vrijwilliger in een lokaal kinderziekenhuis en hielp ze mee aan het verstrekken van voedsel aan daklozen naast haar studie. In mei 2012 ontving van Grinsven de Roosevelt Hunter Community Service Award voor haar maatschappelijke bijdrage.
In 2012 werd Van Grinsven speelgerechtigd voor Saint Joseph’s University en speelde een goed seizoen (15ppg en 10,5rpg). Van Grinsven bereikte met haar team voor het eerst in 10 jaar het Atlantic-10 Championship en uiteindelijk ook het NCAA-kampioenschapstoernooi, terwijl ze tijdens het seizoen diverse individuele onderscheidingen vergaarde, zoals de Atlantic-10 First Team All Conference, A-10 All Championship Team, Big-5 Speler van het jaar en waar ze ook haar 1000e carrièrepunt scoorde, terwijl ze de NCAA Woman of the Year-prijs won in de A-10 Conference. Later dat jaar werd Van Grinsven ook genomineerd voor de NCAA Woman of the Year Award. Met deze nominatie werd ze geëerd voor haar prestaties in drie categorieën: haar cijferlijst op de universiteit, haar prestaties op het basketbalveld en haar maatschappelijke inzet in gemeenschap van Philadelphia. In mei 2013 behaalde Van Grinsven haar Bachelordiploma in International Business.
In april 2013 kreeg ze een uitnodiging voor een WNBA-trainingskamp bij de Connecticut Suns, maar ze werd niet geselecteerd. Hierna keerde ze terug naar Europa. In de zomer van 2013 tekende van Grinsven een contract bij het Franse Euroleague-team en bij de Franse kampioen Bourges Basket, waar ze het bekerkampioenschap won en Final Four-finalist werd in de FIBA Euroleague. 2014 tekende van Grinsven bij de Turkse Premier League-club Ormanspor in Ankara en in 2015 tekende ze een contract bij de Franse Premier League-club in Arras, waarmee ze een prominente speler werd met haar rebound-vaardigheid (9,5 rpg) en capaciteit van scoren (13,5ppg). In 2016 tekende ze bij het Turkse Premier League-team Osmaniye en in 2017 bij Euroleague-powerhouse Galatasaray in Istanbul. In 2018 kwam Van Grinsven uit voor het Spaanse eredivisie-team Uni Ferrol, waar ze een prominente speler was voor het team in scoren en rebounden en in 2019-2020 kwam ze uit voor het EuroCup-team KP Brno in Tsjechië. In 2020 nam ze tijdens de coronacrisis een pauze als topsporter, waarna ze in 2021 helemaal stopte.
Van Grinsven debuteerde in 2007 onder bondscoach Meindert van Veen in het Nederlands nationaal team.

## Televisie
In 2021 deed Van Grinsven mee aan het RTL4-programma De Verraders, waarbij ze in de finale samen met Samantha Steenwijk als winnaar uit de bus kwam. Daarnaast was ze ook te zien in de SBS6-programma's De Alleskunner, Code van Coppens: De wraak van de Belgen en The Big Balance.
In 2022 was Van Grinsven een van de deelnemers aan het 22e seizoen van het RTL 4-programma Expeditie Robinson. Ze viel als tiende af en eindigde daarmee op de twaalfde plek. In datzelfde jaar was Van Grinsven te zien als secret singer in het televisieprogramma Secret Duets. Ook deed Van Grinsven in 2022 mee aan het televisieprogramma Voor het blok. 
In 2023 deed Van Grinsven mee aan het televisieprogramma Marble Mania. In datzelfde jaar deed ze samen met Samantha Steenwijk mee aan het televisieprogramma The Big Bang. Ook deed Van Grinsven in 2023 mee aan de televisieprogramma’s Serious Christmas en De kwis met sneeuwballen.
In 2024 deed Van Grinsven samen met Steven Brunswijk mee aan het televisieprogramma Hunted: Into the Wild VIPS. In datzelfde jaar deed ze mee aan het televisieprogramma Wat een dag!.

## Privé
Van Grinsven studeerde in Londen politicologie. Ze studeerde af in de richting Human Rights en Animal Rights.